# Mecodium macrothecum
Mecodium macrothecum là một loài thực vật có mạch trong họ Hymenophyllaceae. Loài này được (Fée) Copel. miêu tả khoa học đầu tiên năm 1938.